# Люценко Юхим Юхимович
Юхи́м Юхи́мович Люце́нко (рос. Люценко Ефим Ефимович, нар. 1810 — пом. 1891) — український археолог, поет, надвірний радник.

## Життєпис

### Родина
Батько Юхим Петрович Люценко — (нар.12 жовтня 1776, Янівка, Чернігівський повіт, Чернігівська губернія — пом.28 грудня 1854, Санкт-Петербург) — статський радник, український письменник, перекладач.
Брат Данило — нар.? — пом.?) — український педагог, титулярний радник.
Брат Олександр (нар.1807 — пом.9 лютого 1884) — дійсний статський радник, український археолог, музеєзнавець.
Сестра Анастасія (нар. 1808 — пом.1891), одружена з Микитою Петровичем Неїловим.
Брат Федір — колезький радник, у 1864 році — старший контролер-ревізор департаменту Державного казначейства Міністерства фінансів.

### Військова діяльність
1831 року підпоручик у карабінерному Фельдмаршала Князя Барклая-де-Толлі полку(рос. дореф.).
21 лютого 1833 року призначається в піхоту Армії.

### Цивільна діяльність
Працює у 1846-1847 роках у чині титулярний радник і у 1847-1850 роках у чині колезький асесор столоначальником у 2-му підрозділі розпорядчої частини департаменту Державного казначейства Міністерства фінансів.
У 1850-1853 роках працює столоначальником і у 1853-1857 роках у чині надвірний радник старшим столоначальником у 4-му підрозділі розпорядчої частини департаменту Державного казначейства Міністерства фінансів.

### Наукова діяльність
Окрім спільної з братом Олександром роботи у Керченському музеї, був кореспондентом Одеського товариства історії та старожитностей.
Відомі друковані праці:
- «Древние еврейские надгробные памятники, открытые в насыпи фанагорийского городища» (Керч, 1876)(рос. дореф.)[1].
- «Древнееврейские надгробные памятники, открытые в насыпи Фанагории» (СПб, 1880, т. V)(рос. дореф.)[1].
- «Минеральный источник в окрестностях Керчи, открытый по надписи на мраморной плите»[1](Мова йде про плиту, яка знайдена біля Темір-гори, недалеко від криниці. У напису згадується про святилище бога Асклепія). На півічній околиці селища Аджим-Ушкай до цього часу зберігся описана ним стародавня криниця з подземною похилою галереєю, по сходам якої можливо спускатися безпосередньо до джерела, і мешканці користуються водою з цієї криниці(рос. дореф.).
- «Способъ поддѣлки древнихъ босфорскихъ монетъ М.Сазоновымъ, рассказанный имъ самимъ»[16](рос. дореф.).
- «Ашикъ и Карейша»[16](рос. дореф.).

### Літературна діяльність
Відомі поетичні твори:
- «Археологическая ода»[17](рос. дореф.).
- «Отвѣтъ на Элегію»[17](рос. дореф.).
- «Сонъ»[17](рос. дореф.).

### Нагороди
- Орден Святої Анни 4 ступеня з написом «За хоробрість» (19 травня 1832)[18].
- Орден Святої Анни 3 ступеня (3 лютого 1850)[19].

## Зазначення
1. 1 2 3 4 5  Боровкова В. Н. Коллекционеры и торговцы керченскими древностями. — Керч : ТзОВ «Керченська міська типографія», 1999. — С. 41. — (Древности Керчи) — 1000 прим.(рос.)
2. ↑  N-Неелова//GENI(рос.)
3. ↑  Списокъ генераламъ, штабъ- и оберъ-офицерамъ всей Россійской арміи с показаніемъ чиновъ, фамилій и знаковъ отличія. — Санктпетербургъ : Военная Типографія Главнаго Штаба ЕГО ИМПЕРАТОРСКАГО ВЕЛИЧЕСТВА, 1831. — С. 394.(рос. дореф.)
4. ↑  Высочайшіе приказы о чинахъ военныхъ январь-декабрь 1833. — СПб, 1833. — С. 113.(рос. дореф.)
5. ↑  Адрес-Календарь, или Общий Штат Российской Империи на 1847 год. Часть 1 и 2. Ч. 1 Р. II С. 246 [Архівовано 5 березня 2016 у Wayback Machine.](рос. дореф.)
6. ↑  Адрес-Календарь или Общий Штат Российской Империи на 1848 год. Часть 1 и 2. Ч. 1 Р. II С. 246 [Архівовано 20 грудня 2016 у Wayback Machine.](рос. дореф.)
7. ↑  Адрес-Календарь или Общий Штат Российской Империи на 1849 год. Часть 1 и 2. Ч. 1 Р. VIII С. 233 [Архівовано 20 грудня 2016 у Wayback Machine.](рос. дореф.)
8. ↑  Адрес-Календарь. Общий Штат Российской Империи. 1850, часть 1 и 2. Ч. 1 Р. II С. 204 [Архівовано 20 грудня 2016 у Wayback Machine.](рос. дореф.)
9. ↑  Адрес-Календарь. Общая Роспись всех чиновных особ в государстве. 1851, часть 1, 2 и алфавитный указатель личных имен. Ч. 1 Р. II С. 240 [Архівовано 20 грудня 2016 у Wayback Machine.](рос. дореф.)
10. ↑  Адрес-Календарь. Общая Роспись всех чиновных особ в Государстве. 1852. Часть 1 и 2. Ч. 1 Р. II С. 237 [Архівовано 4 березня 2016 у Wayback Machine.](рос. дореф.)
11. ↑  Адрес-Календарь. Общая роспись всех чиновных особ в государстве 1853 год. (часть 1 и 2). Ч. 1 Р. II С. 240 [Архівовано 5 березня 2016 у Wayback Machine.](рос. дореф.)
12. ↑  Адрес-Календарь. Общая Роспись всех чиновных особ в государстве, 1854 год. Часть 1 и 2. Ч. 1 Р. II С. 242 [Архівовано 20 грудня 2016 у Wayback Machine.](рос. дореф.)
13. ↑  Адрес-Календарь. Общая Роспись всех чиновных особ в государстве. Часть 1 и 2. Ч. 1 Р. II С. 239 [Архівовано 20 грудня 2016 у Wayback Machine.](рос. дореф.)
14. ↑  Адрес-Календарь. Общая Роспись всех чиновных особ в государстве. Часть 1 и 2. Ч. 1 Р. II С. 233 [Архівовано 20 грудня 2016 у Wayback Machine.](рос. дореф.)
15. ↑  Адрес-Календарь. Общая Роспись всех чиновных особ в Государстве. 1857. Часть 1 и 2. Ч. 1 Р. II С. 230 [Архівовано 20 грудня 2016 у Wayback Machine.](рос. дореф.)
16. 1 2  Извѣстія Таврической ученой архивной коммиссіи. — Сімферополь : Паров. тип. Таврич. Губернск. Земства, 1907. — Т. 40. — С. 61-73.(рос. дореф.)
17. 1 2 3  Извѣстія Таврической ученой архивной коммиссіи. — Сімферополь : Паров. тип. Таврич. Губернск. Земства, 1910. — Т. 44. — С. 64-89.
18. ↑  Список кавалерам российских имп. и царских орденов... за 1849 год. — СПб : тип. К. Вингебера, 1850. — Т. 3. — С. 1101.(рос. дореф.)
19. ↑  Список кавалерам российских имп. и царских орденов... в течение 1850 года, служащий прибавлением к общему кавалерскому списку. — СПб : тип. К. Вингебера, 1851. — С. 105.(рос. дореф.)